# Atypena simoni
Atypena simoni é uma espécie de aranhas da família Linyphiidae, sendo endêmica da região do Sri Lanka.